# Brian Tyree Henry
Brian Tyree Henry, född 31 mars 1982 i Fayetteville i North Carolina, är en amerikansk skådespelare.
Han slog igenom i rollen som Alfred "Paper Boi" Miles i FX-serien Atlanta, för vilken han har fått nomineringar till flera priser. År 2022 medverkade han i långfilmen Causeway för vilken han nominerades till en Oscar för bästa manliga biroll vid Oscarsgalan 2023.

## Filmografi i urval
- 2016–2022 – Atlanta (TV-serie)
- 2018 – Spider-Man: Into the Spider-Verse
- 2018 – Widows
- 2018 – If Beale Street Could Talk
- 2019 – Joker
- 2021 – Godzilla vs. Kong
- 2021 – Eternals
- 2021 – A Quiet Place Part II
- 2022 – Causeway
- 2022 – Bullet Train
- 2023 – Trollkarlens elefant (röst)
- 2023 – Spider-Man: Across the Spider-Verse
- 2025 – Dope Thief (TV-serie)